# Коршунов, Константин Ионович
Константин Ионович Коршунов (1920—2005) — Герой Советского Союза (1944), командир эскадрильи 29-го гвардейского истребительного авиационного полка 275-й истребительной авиационной дивизии 13-й воздушной армии Ленинградского фронта, гвардии старший лейтенант.

## Биография
Родился 17 октября 1920 года в селе Чернава в семье крестьянина. Русский. С 1924 года жил в Москве. Окончив 7 классов, работал в военизированной охране московского судостроительного завода. Одновременно учился в аэроклубе Осоавиахима Пролетарского района столицы.
В 1939 году был призван в Красную Армию и направлен в лётную школу. В 1940 году окончил Борисоглебскую военную авиационную школу пилотов.
На фронтах Великой Отечественной войны с июня 1941 года. Был пилотом, командиром звена, эскадрильи. Воевал на Северо-Западном, Волховском, Ленинградском, 2-м Белорусском фронтах. Участвовал в обороне Ленинграда и Тихвина. Участвовал в боях по ликвидации блокады Ленинграда и по освобождению балтийского побережья Эстонии, Латвии и Польши.
Будучи командиром эскадрильи в звании гвардии старшего лейтенанта к началу 1944 года совершил 508 боевых вылетов (из них 196 — на сопровождение бомбардировщиков и штурмовиков, 100 — транспортных самолётов, 21 — на штурмовку вражеских войск и аэродромов). В 91 воздушном бою лично сбил 15 самолётов противника и 3 в группе.
Указом Президиума Верховного Совета СССР «О присвоении звания Героя Советского Союза офицерскому составу военно-воздушных сил Красной Армии» от 4 февраля 1944 года за «образцовое выполнение боевых заданий командования на фронте борьбы с немецкими захватчиками и проявленные при этом отвагу и геройство» удостоен звания Героя Советского Союза с вручением ордена Ленина и медали «Золотая Звезда» (№ 3134).
К концу войны, которую закончил в звании гвардии капитана под Данцигом (ныне Гданьск, Польша), количество его боевых вылетов достигло 580.
Член ВКП(б) с 1945 года. В 1946 году вышел в запас в звании капитана.
Проживал в городе Новошахтинск Ростовской области. Работал машинистом подъёма на шахте имени В. И. Ленина.
Умер 8 марта 2005 года, похоронен в Новошахтинске.

## Награды
- Награждён орденом Красного Знамени (13.02.1943), двумя орденами Отечественной войны 1-й степени (20.01.1943; 06.04.1985), орденом Красной Звезды (26.02.1942), медалями.
- Награждён почётным знаком «Шахтёрская слава» 2-й и 3-й степени.
- Почётный гражданин города Волхов Ленинградской области.